# Paragon (videogame)

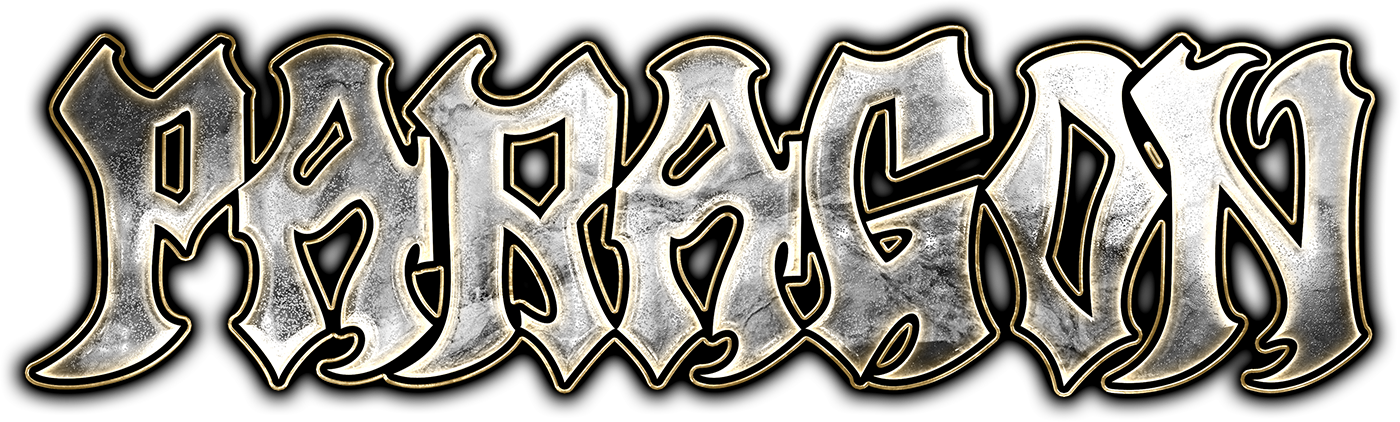
Paragon logo

Paragon foi um jogo de arena de batalha online multiplayer free-to-play desenvolvido e publicado pela Epic Games. Alimentado por seu próprio Unreal Engine 4, o jogo iniciou o acesso antecipado pay-to-play em março de 2016 e o acesso gratuito ao seu beta aberto começou em agosto de 2016. A Epic Games encerrou seus servidores em abril de 2018.

## Jogabilidade
Paragon era um videogame de arena de batalha online multiplayer em terceira pessoa (MOBA). Os mapas apresentados no jogo eram simétricos e as bases estavam localizadas nas duas extremidades opostas de um mapa. Os jogadores foram encarregados de derrotar o time inimigo destruindo o núcleo em sua base. Eles tinham a capacidade de alcançar as bases de seus oponentes através das três pistas apresentadas em cada mapa. Cada pista era protegida por torres defensivas que protegiam as bases atacando automaticamente quaisquer inimigos que estivessem dentro de seu alcance. As pistas consistiam em duas torres e um inibidor; destruir tudo isso permitiu que uma equipe gerasse lacaios mais poderosos naquela pista e atacasse diretamente o núcleo inimigo. Entre as pistas havia selvas, dentro das quais os jogadores podiam encontrar recursos adicionais para suas equipes. As selvas eram separadas das pistas por paredes de neblina pelas quais os jogadores não podiam ver os outros jogadores.
Em uma partida, dez jogadores foram divididos em duas equipes. Cada jogador assumiu o controle de um "Herói". Cada herói tinha seu próprio ataque básico e possuía um conjunto de quatro habilidades compostas por ataques ativos ou manobras ou buffs passivos que os ajudavam ou seus companheiros de equipe. Diferentes heróis tinham diferentes habilidades e armas. Por exemplo, TwinBlast, um herói ofensivo, dispara principalmente duas pistolas e lança-granadas, enquanto Muriel, um herói defensivo, ajuda seus aliados com um escudo. Os heróis vinham em classes de combate à distância e corpo a corpo. Cada herói tinha uma habilidade suprema; por exemplo, o herói de longo alcance Murdock pode disparar um laser maciço com alcance infinito. Ambas as equipes tinham lacaios, que correm em direção às bases de seus oponentes e apoiam os heróis. Super Minions entraram nas pistas ao destruir os inibidores inimigos.
Quando os jogadores matam um herói ou lacaio inimigo ou destroem uma torre inimiga, eles ganham experiência e ouro. A experiência permitiu aos jogadores subir de nível e desbloquear ou atualizar habilidades. Pouco antes de uma partida começar, os jogadores podem escolher um baralho de cartas que permite aos jogadores usar ouro para comprar atualizações, como aumentos de saúde e artefatos de aprimoramento de força para seus heróis. Os jogadores podem usar um baralho padrão ou construir o seu próprio quando não estiverem jogando uma partida. Cartas e baralhos foram divididos em cinco afinidades diferentes. Cada baralho tinha duas afinidades e tinha que conter cartas com qualquer uma dessas afinidades. Baús (caixas de saque), que continham cartas, podiam ser ganhos por meio de recompensas ao completar partidas. Os jogadores também podem usar moeda do mundo real para aumentar seus pontos de reputação e pontos de experiência. De acordo com a Epic, o jogo não era pay-to-win. Como resultado, os jogadores só podem comprar itens cosméticos com moedas do mundo real ou moedas encontradas em baús de saque. O jogo também apresentava um sistema de replay, que permitia aos jogadores assistir a partidas. O jogo adicionava regularmente novos heróis e editava o mapa de batalha principal por meio de atualizações.

## Desenvolvimento
Paragon estava em desenvolvimento na Epic Games. De acordo com o produtor executivo John Wasilczyk, a equipe teve a chance de "fazer qualquer coisa" e teve muita liberdade criativa quando iniciou o projeto. Um dos principais objetivos para o desenvolvimento do jogo foi introduzir elementos de ação no gênero. Para conseguir isso, o jogo apresenta jogabilidade semelhante a um jogo de tiro em terceira pessoa, e os personagens do jogo foram projetados para possuir habilidades de mobilidade. Por exemplo, personagens como Khaimera têm a capacidade de pular e atacar enquanto Kallari possui a capacidade de fazer um duplo backflip. A equipe também se concentrou na verticalidade ao desenvolver os mapas do jogo, o que permitiu transformar os momentos mostrados nos trailers do MOBA CGI em uma experiência de jogo real. De acordo com Steve Superville, diretor criativo do jogo, os mapas foram projetados para "[formar] como uma tigela" para que os jogadores possam olhar através do mapa facilmente quando reaparecem, observar a situação de batalha e planejar seus ataques estrategicamente. O sistema de cartas foi projetado para tornar o jogo mais acessível para novos jogadores, simplificar o sistema tradicional de itens e criar escolhas mais estratégicas. Segundo a Epic, é um recurso que pode ajudar o jogo a se diferenciar de seus concorrentes. A Epic também transferiu alguns dos recursos para fazer Fortnite para desenvolvimento de Paragon. Wasilczyk também afirmou que os potenciais para uma série de esports estavam sendo considerados, dependendo da demanda da comunidade e da popularidade do jogo.
Paragon foi definido para ser um jogo sem caixa lançado pela Epic. De acordo com Superville, a equipe ficou empolgada com a mudança, pois esse formato permite que eles recebam respostas da comunidade e façam ajustes imediatamente. O jogo foi anunciado em 3 de novembro de 2015, e o primeiro trailer de gameplay estreou na PlayStation Experience 2015. O jogo entrou em acesso antecipado em 18 de março de 2016, para PlayStation 4 e Microsoft Windows, com o jogo multiplataforma testado um mês antes. Embora o produto fosse gratuito, o pagamento era necessário para o acesso antecipado ao jogo antes do lançamento do beta aberto em 16 de agosto de 2016. A versão de acesso antecipado do jogo tinha três versões: Founder's Pack, Challenger Packs e Master Packs, todos com itens cosméticos, reforços adicionais e atualizações. No início da versão de acesso antecipado, o jogo continha treze personagens. A Epic prometeu que novos personagens seriam adicionados ao jogo gratuitamente, um por um, a cada três semanas e que eles não corrigiriam o tamanho da lista. Uma versão de varejo para PS4 intitulada Essentials Edition, que adiciona vários itens no jogo, também foi lançada junto com a versão digital free-to-play do jogo, e lançada em 7 de junho de 2016.
Após o lançamento do modo "Battle Royale" do Fortnite da Epic no final de 2017, a Epic decidiu reduzir a equipe de desenvolvimento que apoia o jogo em favor do Fortnite, pois o crescimento limitado da Paragon não atendeu às expectativas. Por fim, em janeiro de 2018, a Epic anunciou que fecharia a Paragon em abril daquele ano, fornecendo reembolsos totais a todos os jogadores.
Após o cancelamento de Paragon em 19 de março de 2018, a desenvolvedora Epic Games e a proprietária da Unreal Engine anunciaram que liberaria todos os US$ 17.000.000 em ativos de jogos para uso gratuito por qualquer pessoa que trabalhasse com o Unreal Engine 4, através do Unreal Engine Marketplace. A primeira onda de conteúdo lançado incluiu 20 personagens, com suas respectivas skins, animações, efeitos visuais e diálogos, além de mais de 1.500 componentes de ambiente.

## Legado
Apesar do jogo em si nunca ver a luz do lançamento, a decisão da Epic Games de converter os ativos do jogo para Paragon em ativos gratuitos inspirou um punhado de jogos semelhantes nos próximos anos.
Em 9 de março de 2021, a Omeda Studios anunciou que havia arrecadado US$ 2,2 milhões para criar um jogo de arena de batalha online multijogador (MOBA) multiplataforma em terceira pessoa chamado Predecessor, usando os ativos da Paragon. A Netmarble SoulEVE anunciou um jogo de arena de batalha online multiplayer em terceira pessoa (MOBA) para PC chamado Overprime, que também utiliza os ativos da Paragon.